# MN 33. Gépesített Lövészdandár
A Magyar Néphadsereg 33. Gépesített Lövészdandár a Magyar Néphadsereg első lépcsős alakulata volt 1950 és 1990 között.

## Története
A 33. Gépesített Lövészdandár 1950-ben alakult meg Veszprémben, mint 33. Lövészezred. Egy évvel később diszlokalt át Zalaegerszeg helyőrségbe, a Petőfi Sándor Laktanyába. Ez idő tájt szovjet második világháborús fegyverekkel és járművekkel volt felszerelve, köztük T–34-es harckocsival.
1961-től folyamatosan korszerűsítették az alakulat felszereltségét, illetve a katonák életkörülményeit. AK-55-ös gépkarabélyokat, D-344-es Csepel teherautókat és 10 db T–54-es harckocsikkal, valamint 5 db BTR páncélozott szállító harcjárművel szerelték fel. Megnevezése MN 33. Gépkocsizó Lövészezred lett.
1963-ban a szintén Zalaegerszegre helyezett MN 8. Gépkocsizó Lövészhadosztály alárendeltségébe került, mint elsőlépcsős alakulat.
1968. őszén a zalaegerszegi hadosztály közvetlen alakulataként részt vett Csehszlovákia megszállásában. A Rétság-Pásztó térségbe egy nap leforgása alatt teljes titoktartásban települt át. 1968. augusztus 20-án éjfélkor átlépte a csehszlovák határt és megindult a kijelölt megszállási zóna elfoglalására. A bevonulás előtt T-55-ös harckocsikkal szerelték fel.
1973-ban a gépkocsizó megnevezés gépesítettre változott, mivel az alakulat 100 db PSZH-t kapott és a modernebb T-55A harckocsikat kapott. A páncéltörő rakétaüteg 6db 9M14 Maljutka indítóállványos harcigépet és a légvédelmi rakétaüteg pedig 9K31 Sztrela–1 fegyverzettel került modernizálásra.
A MÁTRA-feladatok során 1980-as években a gépesített lövészezredben lecserélték a PSZH-kat BMP-1-es harcjárművekre.
A határközelsége miatt a Magyar Néphadsereg egyik legjobban felfegyverzett és közel hadi létszámon tartott alakulata volt.
1987-ben az ezredet a RUBIN-feladat értelmében átszervezték gépesített lövészdandárrá. 2SZ1 Gvozgyika önjáró tarackos tüzérosztállyal és még egy harckocsi zászlóaljal egészítették ki.
1990. május 1-én viszont az általános haderőcsökkentés megkezdésével jogutód nélkül felszámolták.

## Parancsnokok a Petőfi Sándor Laktanyában
- Ferenczi Nándor őrnagy 1950
- Ökrös Lajos őrnagy
- Borka Zoltán őrnagy
- Teleki Lajos őrnagy
- Novák István alezredes
- Dányi László alezredes
- Kiss József alezredes
- Lencse Tibor alezredes
- Hochrein László alezredes 1987-1990